# Czesław Hudowicz
Czesław Hudowicz (ur. 28 listopada 1923 w Przyborowie, zm. ?) – polski polityk ruchu ludowego i spółdzielca, poseł na Sejm PRL II i III kadencji.

## Życiorys
Zdobył wykształcenie średnie niepełne, z zawodu handlowiec. Pełnił funkcję prezesa Państwowego Związku Gminnych Spółdzielni „Samopomoc Chłopska” w Trzciance. Wstąpił do Zjednoczonego Stronnictwa Ludowego. W 1957 i 1961 uzyskiwał mandat posła na Sejm PRL z okręgów kolejno Piła i Szamotuły. W drugiej połowie lat 60. kierował prezydium Powiatowej Rady Narodowej w Trzciance. W 1955 został odznaczony Medalem 10-lecia Polski Ludowej.